# Карвалью, Владимир

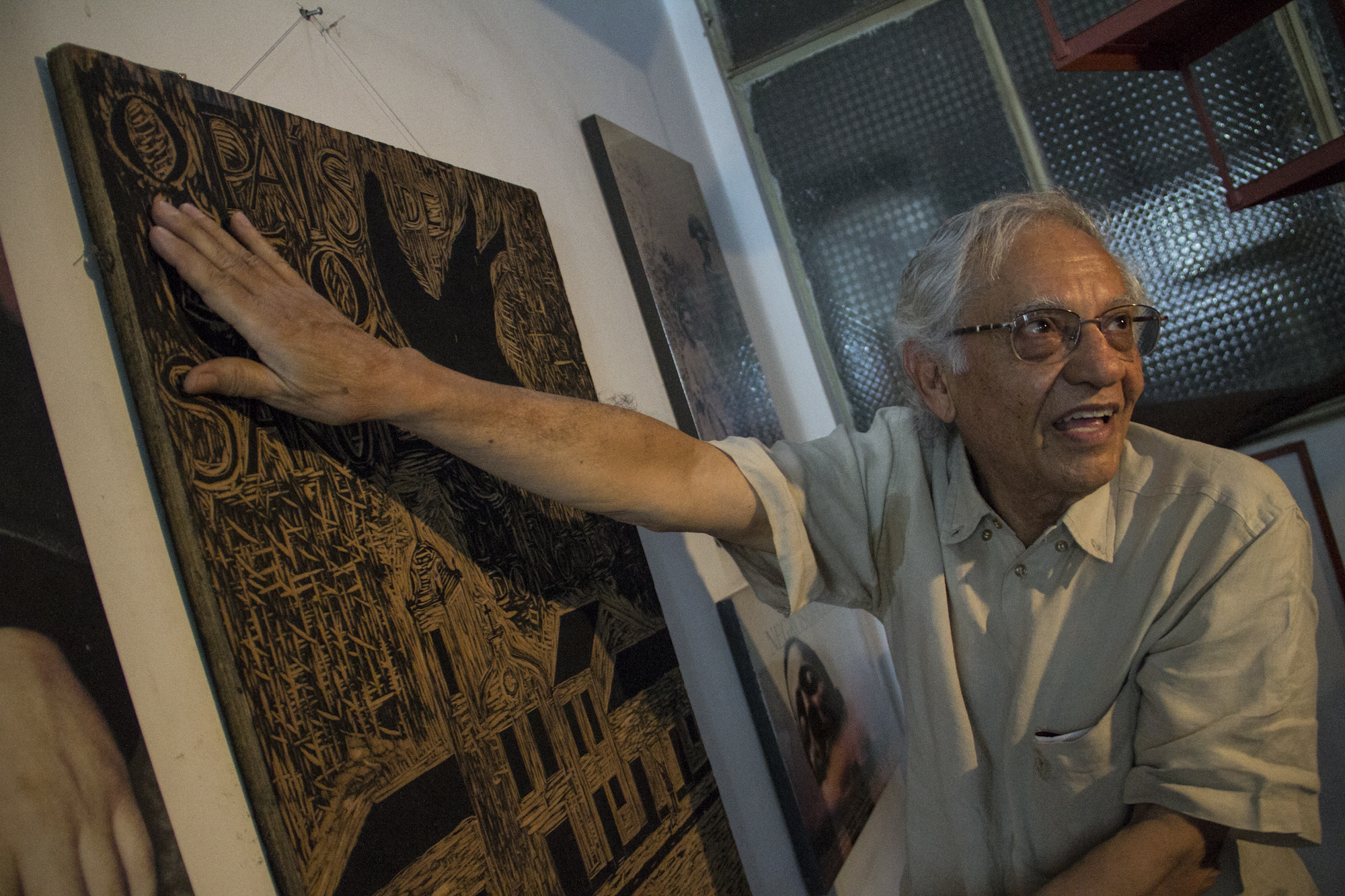
Владимир Каравалью

Владимир Карвалью (порт. Vladimir Carvalho; 31 января 1935, Итабаяна — 24 октября 2024, Бразилиа) — бразильский режиссёр-документалист. Сняв более 10 значительных документальных фильмов, посвящённых бразильской политике и национальной истории, стал классиком бразильского документального кинематографа.

## Биография
Мать, Мазе, была бразильской активисткой, помогала бедным. Отец, Луис Мартин, был владельцем мебельной фабрики в Итабаяне, городе в лесной зоне штата Параиба, и время от времени занимался журналистикой в районе долины реки Параиба-ду-Сул, близ столицы штата. Ранняя смерть отца в 39 лет оставила на тогда уже подростке-Владимире сильное впечатление.
Заботясь об образовании сына, отец отправляет его в Ресифи, поручив заботу о нем его тете Алайде, сестре Мазе. Там Владимир лишается той свободы, что была в Итабаяне, что сильно ограничивает его внутреннее стремление к природе. Он ощущает отсутствие родителей, но его утешает жизнь в столице Пернамбуку, где он открывает для себя мир, совершенно отличный от его Итабаяны в Параибе. Среди множества новых событий и грандиозных мест, так отличающихся от его родного городка, он с большим волнением наблюдает за возвращением бразильских солдат, участвовавших во Второй мировой войне в Италии. Он видел, как корабль с солдатами приближался к порту, сопровождаемый гимнами и патриотическими песнями.
В 1949 году он возвращается в Параибу и снова живет с тетей Алайде, которая теперь переезжает в Жуан-Пессоа. В этом году рождается его брат, Уолтер Карвалью, не знавший отца, так как тот умирает, когда Уолтеру еще нет года.

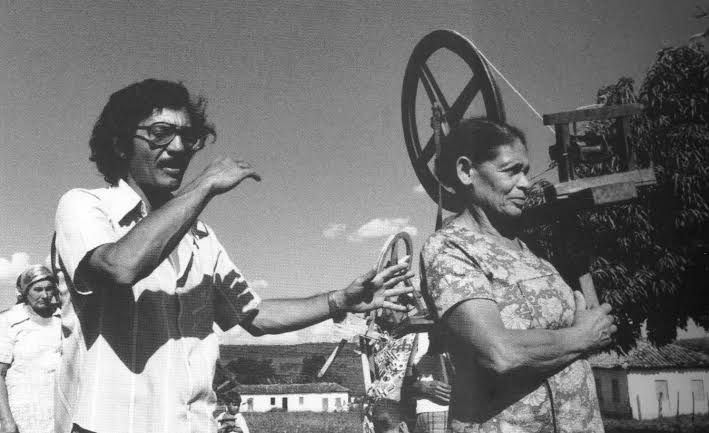

Закончив гимназию в 1954 году, где географию у него преподавал Линдуарте Норонья (в то время ещё не ставший кинорежиссером), Владимир поступил на классический курс кинорежиссуры. В 1959 году он ведёт радиопрограмму «Огни кино» в Жуан-Пессоа и сотрудничает с местной прессой в качестве начинающего кинокритика (за страсть к советским фильмам получает прозвище Владимир Вороченко). В то время Линдуарте Норонья приглашает его написать сценарий к фильму «Аруанда», в котором позже Владимир становится также ассистентом режиссёра вместе с Жуаном Рамиро Мелло, ставшим его другом на всю жизнь.
После спора с Линдуарте Нороньей о фильме «Аруанда» Владимир вместе с Жуаном Рамиро создает документальную ленту «Ромейрос да Гия». Затем он отправляется в Салвадор, чтобы завершить философский курс в Университете Баии. В числе его однокурсников — совсем еще неизвестные широкой публике Каэтано Велозу и Карлос Нелсон Коутиньо, будущие звезды бразильской интеллектуальной сцены. Помимо них, Владимир встречает и режиссера Глаубера Рошу, который в то время работает над своим фильмом «Бог и дьявол на солнечной земле».
Ночами он погружается в атмосферу салвадорской богемы, проводя время с друзьями — Каэтано, Торквату Нету (Жилберту Жил не мог присоединиться к ним из-за работы), Орландо Сенна, Алвару Гимарайнсом, театральным режиссером и кинематографистом, который еще до шоу «Opinião» представил Марию Бетанию Салвадору. Среди его спутников также был гравер Мануэл Араужу, позднее ставший директором Пинакотеки в Сан-Паулу. Именно в Салвадоре Владимир включается в политико-культурную деятельность в Центре народной культуры, организации, связанной с Национальным союзом студентов (UNE) Баии.
Находясь в Салвадоре, Владимир получает приглашение от Эдуарду Коутиньо стать его ассистентом на съемках фильма «Козел, отмеченный на смерть». В это же время он вместе с Коутиньо отправляется на съемки фильма «Винтовки» режиссёра Руя Герры, проходившие вдали от столицы, в самом сердце провинции.

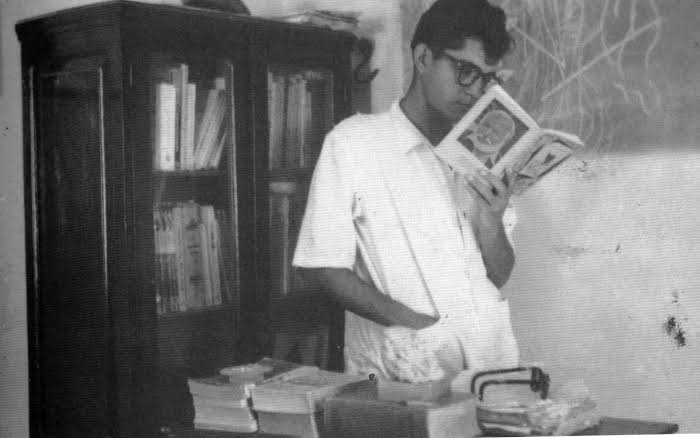

В 1964 году, когда государственный переворот установил в Бразилии военную диктатуру, Владимира и Коутиньо застали врасплох прямо на съёмочной площадке документального фильма «Козёл, отмеченный на смерть» в Галилее, плантации в штате Пернамбуку. Когда они узнали о перевороте, стало ясно: им придется бежать и скрываться. Тема фильма была взрывоопасной — он рассказывал о движении Сельских лиг, и, если бы их схватили, тюрьмы не избежать. Политическое давление и репрессии нарастали. Владимиру поручают защитить донью Элизабет Тейшейру, вдову Жоау Педру, во время их вынужденного бегства.
Его невеста Мария ду Сокорру, с которой он поженится лишь два года спустя, отправляется к нему в Галилею, волнуясь о его судьбе. Там её арестовывают и доставляют в Ресифи, но вскоре отпускают, установив её «невиновность»: она не участвовала в съемках и не была связана с левыми движениями.
Мария помогает Владимиру замаскировать донью Элизабет: её волосы осветляют, одевают в яркое ситцевое платье, подкрашивают губы и щеки, добавляют темные очки. В таком виде они проходят мимо полицейских кордонов. Владимир отвозит донью Элизабет в пригороды Ресифи, к семье друга её покойного мужа. С этого момента Владимир сам уходит в глубокое подполье, спасаясь от ареста. Он скрывается на участке земли у города Кампина-Гранди в Параибе, где становится Жозе Перейрой душ Сантосом, начав новую жизнь под вымышленным именем.
Там, вдали от столицы, Владимир становится известен как Зе душ Сантос. Он начинает вырезать из дерева фигуры святых, унаследовав от отца любовь к резьбе. С тех пор его художественный путь продолжается, и он уже не оставляет искусства, занимаясь резьбой по дереву, ксилографией и живописью, постепенно открывая миру другую, более личную сторону своей души.
После первых волнений, вызванных переворотом 1964 года, Владимир смог выйти из подполья и отправился в Рио-де-Жанейро, где Эдуарду Коутиньо познакомил его с Арналду Жабором. В качестве ассистента режиссёра Жабора он принял участие в съемках *Рио — столица кино* и *Общественное мнение*. Работая с Жабором, Владимир усваивает непринужденный стиль съемок, разрушая культ режиссерского мастерства, который тогда был в моде. Он обосновывается в Рио и начинает работать репортером в *Diário de Notícias*, благодаря чему изучает скрытые уголки города. Владимир также посещает бар *Лидер*, где собираются режиссеры и обсуждают свое ремесло. Несмотря на переезд, он не теряет связи с северо-востоком Бразилии и регулярно возвращается туда для съемок.
В качестве репортера Владимир освещает знаменитые марши против диктатуры, включая «Марш ста тысяч», и берёт интервью у лидеров студенческого движения. Он и сам, вместе с женой Марией ду Сокорру, присоединяется к движению, сформировав небольшую группу с Луисом Карлосом Ласердой де Фрейтасом (по прозвищу Бигоде), Норманом Блумом и Ардуину Коласанти.
В 1969 году Владимир представляет свой короткометражный фильм «A Bolandeira» на кинофестивале в Бразилиа, где получает одну из наград. На фестивале он вновь встречает Фернандо Дуарте, с которым работал на съёмках «Козёл, отмеченный на смерть». Дуарте предлагает Владимиру остаться в Бразилиа для запуска проекта по производству документальных фильмов на базе Университета Бразилиа, и он принимает приглашение. Планируя пробыть там лишь два месяца, Владимир неожиданно для себя остается навсегда. Он становится преподавателем кино в Университета Бразилиа и важной интеллектуальной фигурой в городе. Из Бразилиа Владимир продолжает свою работу документалиста, сосредоточенного на социальных проблемах. За это время он создает множество короткометражных и полнометражных фильмов, удостоенных различных наград, включая премию «Margarida de Prata» от Национальной конференции бразильских епископов (CNBB). Его авторитет как режиссёра-документалиста заметно возрастает.
В 1971 году полнометражный фильм Владимира «O País de São Saruê» был внезапно снят с кинофестиваля в Бразилиа под давлением федеральной цензуры. В знак протеста вся отборочная комиссия фестиваля подала в отставку. Возник скандал, поскольку фильм, уже прошедший отбор, был запрещён и изъят цензурой. Присутствовавшие на фестивале официальные лица были освистаны. Фильм «São Saruê» оставался запрещённым к показу до конца 1970-х годов, хотя приглашения на фестивали, включая Каннский, продолжали поступать.
После этого прискорбного случая Владимир продолжил преподавание в Университете Бразилиа и съемки других фильмов, несмотря на ограниченные средства. Он также основал Бразильскую ассоциацию документалистов в столичном округе, став её президентом и организовав первый фестиваль фильмов, снятых в Бразилиа.
В 1979 году, с началом политической либерализации военной диктатуры, «O País de São Saruê» наконец вышел из «тюремного заключения» и был с энтузиазмом встречен критиками и зрителями на фестивале в Бразилиа, получив специальный приз жюри.
В 1980-е годы Владимир снял полнометражные фильмы *O Homem de Areia* (1981), посвящённый жизни Жозе Америку де Алмейды, и «O Evangelho Segundo Teotônio». За «Teotônio» он был удостоен премии «Margarida de Prata», а «O Homem de Areia» был отмечен Национальным советом по кино. В 1986 году Владимир вернулся к важной для него теме — жизни рабочих, строивших Бразилиа, или «кандангос».
Кинематика Уругвая устроила ретроспективу его работ, и Владимир приехал туда, чтобы принять участие в показах и обсуждениях.

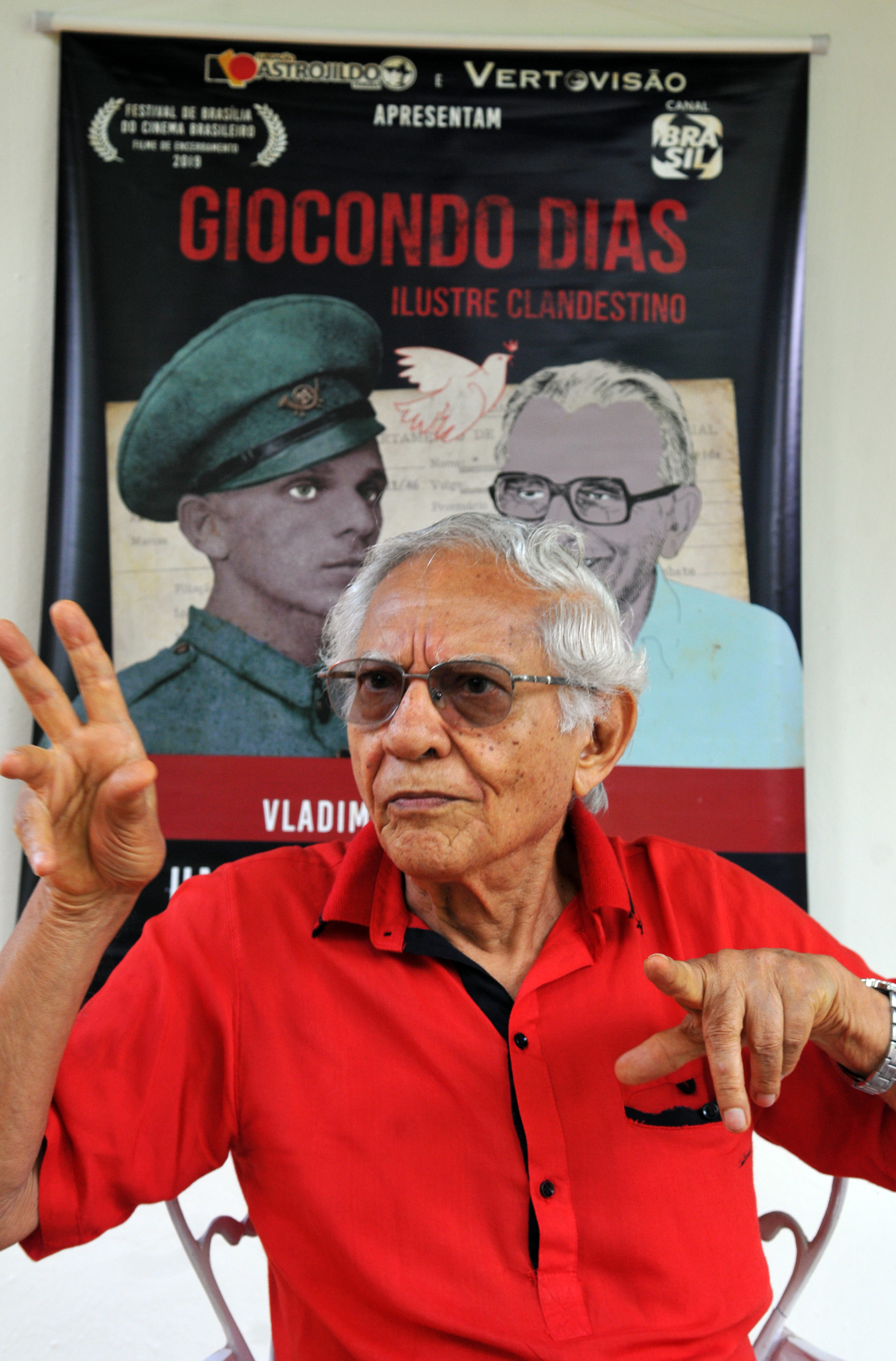

В 1990 году «Conterrâneos Velhos de Guerra» вызвал восторг на фестивале в Бразилиа и получил множество наград, включая премию за лучший фильм в своей категории. Позже он был переведён с 16 мм на 35 мм и снова показан на закрытии фестиваля в 1992 году в присутствии министра Антониу Хуаиса. В том же году Владимир был приглашён в Европу в качестве члена жюри на фестиваль Cinéma du Réel во Франции, где фильм был показан вне конкурса.
В 1994 году Владимир основал фонд Cinememória, переехав в дом на юге Бразилиа, куда перевез все свои архивные материалы. Открытие фонда состоялось во время фестиваля в Бразилиа при поддержке Луизы Дорнас, тогдашнего секретаря по культуре. Итальянский режиссёр Бернардо Бертолуччи оставил свою подпись в книге гостей и выразил поддержку инициативе Владимира, предложив ему войти в ряды кинодвижения Cinema Novo.
В 1998 году Законодательное собрание федерального округа присвоило Владимиру звание почетного гражданина Бразилиа за его культурный вклад и приверженность общине. В том же году он начал работу над фильмом «Barra 68», давно задуманным проектом, повествующим о насилии и репрессиях, которым подвергался Университет Бразилиа со стороны диктатуры.
Фильм *Barra 68* открыл фестиваль в Бразилиа в 2002 году, а полученная награда позволила Владимиру построить небольшой зрительный зал в фонде Cinememória.
В 2004 году Владимир был назначен культурным послом Бразилиа вместе с другими выдающимися деятелями. В 2005 году он начал работу над полнометражным фильмом *O Engenho de Zé Lins*, посвящённым писателю Жозе Линсу ду Регу из Параибы. В 2000 году его пригласили возглавить фонд Астрожилду Перейры, который поддерживает и развивает бразильскую культуру, а также сохраняет историю бразильских коммунистов.

### Смерть
Умер 24 октября 2024 года в больнице в Бразилиа в возрасте 89 лет.